# ویلفرید ملرس
ویلفرید مِلِرس (انگلیسی: Wilfrid Mellers؛ ‏ ۲۶ آوریل ۱۹۱۴ – ۱۶ مهٔ ۲۰۰۸) آهنگساز، موسیقی‌دان، موسیقی‌شناس و منتقد موسیقی اهل بریتانیا بود.
وی دانش‌آموختهٔ کالج داونینگ، کمبریج است و آهنگسازی را به‌طور خصوصی از اگون ولز و ادموند رابرا آموخت. او همچنین به عنوان منتقد موسیقی مقالاتی را در نیو استیتسمن، نیو ریپابلیک و میوزیکال تایمز می‌نوشت. وی مدتی استاد رشتهٔ موسیقی در دانشگاه بیرمنگام، دانشگاه پیتسبرگ و دانشگاه یورک بود. او در سال ۱۹۸۱ مدرک افتخاری موسیقی از سیتی، دانشگاه لندن دریافت داشت. آخرین کتاب او دربارهٔ شاهکارهای موسیقی مذهبی بود. او از علاقمندان موسیقی آرون کوپلند و چارلز آیوز بود.